# 奥智哉
奥 智哉（おく ともや、2004年〈平成16年〉7月18日 - ）は、日本の俳優。神奈川県出身。アミューズ所属。身長168cm。

## 略歴
2020年、『FOLLOWERS』で俳優デビュー。
2021年1月12日、2021年1月期関西テレビ・フジテレビ系火9ドラマ『青のSP―学校内警察・嶋田隆平―』で地上波連続ドラマ初出演。
同年9月5日、テレビ朝日系特撮ドラマ『仮面ライダーリバイス』に出演し、翌年5月15日放送の第35回では初めて変身し、仮面ライダーオーバーデモンズ役を演じた。
2022年12月9日、映画『ラーゲリより愛を込めて』で映画初出演。
2024年3月22日、Hulu配信ドラマ『十角館の殺人』で連続ドラマ初主演。
同年4月25日、2クールで放送されたテレビ朝日系シン・時代劇第一弾『君とゆきて咲く〜新選組青春録〜』で前田拳太郎とダブル主演を務め、地上波連続ドラマ初主演。
2025年、『べらぼう〜蔦重栄華乃夢噺〜』に徳川家基役でNHK大河ドラマ初出演。

## 人物
- 特技は空手とバドミントンで、趣味はスキーと釣り[1]。
- この世界に入ったきっかけは、「小学六年生の時に父に『将来何になりたい？』と聞かれ、ちょうどテレビに映っていた『るろうに剣心 京都大火編』のプロモーション映像をみて、『僕も芸能界でお仕事できるかな？』と冗談半分で聞いたら、今の事務所に父が履歴書を応募していた」という[10]。今後、俳優としてどんな存在になりたいか？という問いには「佐藤健さんのように、見た人の感情を動かせるような影響力のある俳優になりたい」と答えている。他のインタビューでも「僕のお芝居を観てくださった一人でも多くの方が、幸せな気持ちになってくれたり、笑ってくれたり、泣いてくれたり、人生観が変わったりするような、人に感動を与えられるアーティストになりたいです。小学生のころからアクション映画が好きなので、リアルでレベルの高いアクション映画に挑戦したいです！」と語っている[11]。
- 仮面ライダーシリーズは『仮面ライダーW』や『仮面ライダーオーズ/OOO』などを観ていた。『仮面ライダーリバイス』に出演する前は小さい男の子が見る番組というイメージを持っていたが、出演してからは若い世代の女子や大人の男性が見ているなど幅広い世代から愛されている作品であると知り、感動したという[2]。
- 『五等分の花嫁』の中野三玖を推しており、アニメ版で声優を務めた伊藤美来が『リバイス』に出演することを知った際には、同作品で共演した前田拳太郎と2人で歓喜して、仲間意識がそこで芽生えたという[2]。

## 出演

### テレビドラマ
- 青のSP―学校内警察・嶋田隆平―（2021年1月12日 - 3月16日、関西テレビ・フジテレビ） - 市原健太 役[3]
- 監察医 朝顔 第2シリーズ 第15話・最終話（2021年2月22日・3月22日、フジテレビ） - 桑原勇太 役
  - 監察医 朝顔2022スペシャル（2022年9月26日、フジテレビ）[12]
- きよしこ（2021年3月20日、NHK総合） - 新井 役[13][14]
- 連続ドラマW「華麗なる一族」 第1話（2021年4月18日、WOWOWプライム） - 万俵鉄平（少年時代） 役
- 仮面ライダーリバイス （2021年9月5日 - 2022年8月28日、テレビ朝日） - 牛島光[4] / 仮面ライダーオーバーデモンズ[5] 役
- みなと商事コインランドリー（2022年7月7日 - 9月22日、テレビ東京） - 英明日香 役[15]
  - みなと商事コインランドリー2（2023年7月6日 - 9月21日、テレビ東京）[16]
- ガリレオ 禁断の魔術（2022年9月17日、フジテレビ）
- 大奥「3代・徳川家光×万里小路有功 編」（2023年1月10日 - 3月14日、NHK総合） - 玉栄 役[17]
- ラストマン-全盲の捜査官-（2023年4月23日 - 6月25日、TBS） - 長谷川壮太 役[18]
- 癒やしのお隣さんには秘密がある（2023年7月8日 - 9月30日、日本テレビ） - 蓬田利宗 役[19]
- ほんとにあった怖い話 夏の特別編2023「視えない来客」（2023年8月19日、フジテレビ） - セントチヒロ・チッチの弟 役[20]
- 君とゆきて咲く〜新選組青春録〜（2024年4月25日 - 9月12日、テレビ朝日） - 主演・深草丘十郎 役（前田拳太郎とW主演）[8]
- 終りに見た街（2024年9月21日、テレビ朝日） - 小島新也 役[21]
- 日本一の最低男 ※私の家族はニセモノだった 第4話・第6話・第7話（2025年1月30日・2月13日・2月20日、フジテレビ） - 大森一平（学生時代） 役[22]
- 大河ドラマ べらぼう〜蔦重栄華乃夢噺〜 第6回 - 第15回（2025年2月9日 - 4月13日、NHK総合） - 徳川家基 役[9]

### ウェブドラマ
- FOLLOWERS（2020年2月27日、Netflix） - 田嶌類 役
- 十角館の殺人（2024年3月22日 - 、Hulu） - 主演・江南孝明 役[7]
  - 時計館の殺人（2026年2月〈予定〉 - 、Hulu）[23]

### 映画
- ラーゲリより愛を込めて（2022年12月9日、東宝） - 山本顕一 役[6]
- 映画ラストマン -FIRST LOVE-（2025年12月公開予定、松竹） - 長谷川壮太 役[24]

### MV
- 神はサイコロを振らない「巡る巡る」リリックビデオ（2021年）[25]
- 終電間際≦オンライン。「ドッペルゲンガー feat.くじら」リリックビデオ（2023年）

### CM
- ベネッセコーポレーション 進研ゼミ
  - 「聞く話す英語」篇（2020年1月17日 - ）
  - 「スマホとテキスト」篇（2020年2月27日 - ）
  - 「高校講座」篇（2020年2月27日 - ）
- 大塚食品「ビタミン炭酸MATCH」
  - 「購買コースター」篇（2021年4月 - ）
  - 「ゴンドラ自販機」篇（2021年7月 - ）
- イオンモール
  - 2021ギフトムービー「わたしだけに、できること。」篇（2021年4月23日 - ）
- 河合塾 大学入学共通テスト トライアル
  - 2021年度「大学入学共通テスト トライアル告知篇」（2021年8月 - ）
  - 2021年度「大学入学共通テスト トライアル学生の本音／男子A篇」（2021年8月 - ）
- HOYA「アイシティ ecoプロジェクト」
  - 「High School Days-ハイスクールデイズ-」（2022年11月 - ）[26]
- 大塚製薬「カロリーメイト」
  - 「狭い広い世界で」篇（2022年11月 - ）[27]

## 書籍

### 雑誌連載
- JUNON『奥智哉の#OKUOSHI』（2023年9月21日 - 、主婦と生活社）

### 写真集
- 奥智哉 1st写真集『OKKUN』（2024年9月6日、主婦と生活社）[28]ISBN 978-4-3911-6202-8